# Akim Szylman
Akim Lwowicz Szylman (ros. Аким Львович Шильман, ur. w lipcu 1897 w Czernihowie, zm. 26 września 1937) – radziecki polityk, działacz partyjny.
Miał wyższe wykształcenie, od 1915 członek SDPRR(b), od 7 kwietnia 1931 był sekretarzem, a od 15 lutego 1934 do maja 1937 II sekretarzem Zachodniego Obwodowego Komitetu WKP(b) (w Smoleńsku). Od 24 maja do 23 czerwca 1937 pełnił funkcję przewodniczącego Komitetu Wykonawczego Zachodniej Rady Obwodowej.
14 czerwca 1937 aresztowany, 26 września 1937 skazany na śmierć przez Kolegium Wojskowe Sądu Najwyższego ZSRR "za przynależność do antysowieckiej prawicowo-trockistowskiej dywersyjnej organizacji terrorystycznej" i rozstrzelany. 25 sierpnia 1956 pośmiertnie zrehabilitowany.